# Хляб (филм)
„Хляб“ е български късометражен игрален филм от 1972 година на режисьора Наум Шопов, по сценарий на Наум Шопов. Оператор е Ивайло Тренчев. Създаден е по разказа „Хляб“ на Йордан Радичков от сборника „Барутен буквар“.

## Сюжет
През 1944, в малък провинциален град дърварят Милойко взема торба хляб от фурната и го отнася в планината. Късно през нощта той се връща и води със себе си нелегален, когото семейството на хлебаря приютява в дома си. На сутринта в хлебарницата нахлуват полицаи и я запалват.

## Актьорски състав
| Роля          | Изпълнител       |
| ------------- | ---------------- |
|               | Никола Хаджийски |
|               | Румяна Бочева    |
| каменоделецът | Стоян Гъдев      |
| Милойко       | Антон Горчев     |